# Sträck ut din hand
Sträck ut din hand er et album fra 1995 af Lasse Berghagen.

## Sange
1. "Sträck ut din hand"
2. "Låt oss rigga en skuta"
3. "Då är du aldrig ensam"
4. "Till Bohuslän"
5. "Låt mej få ge dej min sång"
6. "I mina blommiga sandaler"
7. "Nils"
8. "Stockholm i mitt hjärta"
9. "En morgon av lycka"
10. "Stäng inte dörr'n"
11. "Res med mej uppför floden"
12. "Farväl till sommaren"
13. "Du vandrar som oftast allena"